# Gheorghe Brancovici (cronicar)
Gheorghe Brancovici (n. 1645, Ineu, România – d. 19 decembrie 1711, Cheb, Țările Coroanei Boeme, Sfântul Imperiu Roman) a fost un cronicar transilvănean, autorul unei ample cronici în limba sârbă, unei scurte cronici în limba română și a unui număr de trei cărți religioase în limba română (o carte de rugăciuni, un catehism și o carte de comentarii ale versetelor biblice).
Provenit dintr-o familie de origine sârbească, Gheorghe a fost fratele mai mic al mitropolitului Sava Brancovici. De foarte tânăr a fost antrenat în activități diplomatice în slujba conducătorilor Transilvaniei și Țării Românești. Clamând a fi descendentul despotului sârb Gheorghe Brancovici, a plănuit crearea unui stat sârb independent sub conducerea sa.
Pierzând încrederea imperialilor, a fost arestat în 1689 de margraful de Baden și și-a petrecut restul vieții într-un fel de arest la domiciliu, inițial la Viena, iar ulterior la Eger. Întreaga perioadă de după arestare a fost caracterizată de numeroase plângeri adresate împăratului (care au rămas fără răspuns), de activități intelectuale și de contacte cu reprezentanții poporului sârb.

## Biografie
Născut în 1645 la Ineu, părinții lui Gheorghe Brancovici se numeau Iovan și Maria. Mai avea trei frați și două surori. Gheorghe Brancovici a învățat încă din copilărie limbile sârbă, română și turcă. S-a mutat de la Ineu la Alba Iulia, intrând sub îndrumarea fratelui său mai mare, Sava Brancovici, după ce acesta a fost hirotonit mitropolit al Ardealului în 1656. În această perioadă Gheorghe a mai învățat limbile maghiară, germană, latină și slavonă.
În 1663 tânărul Gheorghe Brancovici a intrat în slujba principelui Mihai Apafi, care avea nevoie de traducători pentru corespondența sa cu otomanii și tătarii. În luna aprilie a acelui an, a fost trimis într-o delegație care urma să plătească tributul Transilvaniei către Poartă. A ajuns după mai multe luni la Adrianopol, unde murind capuchehaiaua lui Apafi în decembrie, Gheorghe Brancovici i-a ținut locul până în octombrie 1664. A rămas la Adrianopol până în 1666, făcând călătorii la Constantinopol pentru a împrumuta sume de bani necesare mituirii de demnitari otomani, pentru ca în 1667 să își încheie această activitate diplomatică.
În 1668 a călătorit împreună cu Sava Brancovici în Rusia, pentru a dobândi sprijin pentru Biserica Ortodoxă, aflată într-o poziție nefavorabilă în Principatul Transilvaniei condus de principi calviniști, dar și pentru a-i propune țarului Alexei I al Rusiei un plan secret de răscoală anti-otomană. Între 1669 și 1677 a fost în slujba lui Apafi, între 1675-1677 din poziția de capuchehaia.
Frații Brancovici au fost șicanați între 1678-1680 de regimul pro-calvinist, pentru a fi arestați în iulie 1680 la închisoarea din Iernut. După ce a fost eliberat în schimbul unei sume de 1000 de taleri, Gheorghe s-a refugiat în Țara Românească, unde a fost primit cu mare cinste de domnul Șerban Cantacuzino și de dregătorii Constantin Cantacuzino și Constantin Brâncoveanu. Presiunile lui Șerban au dus la eliberarea mitropolitului.

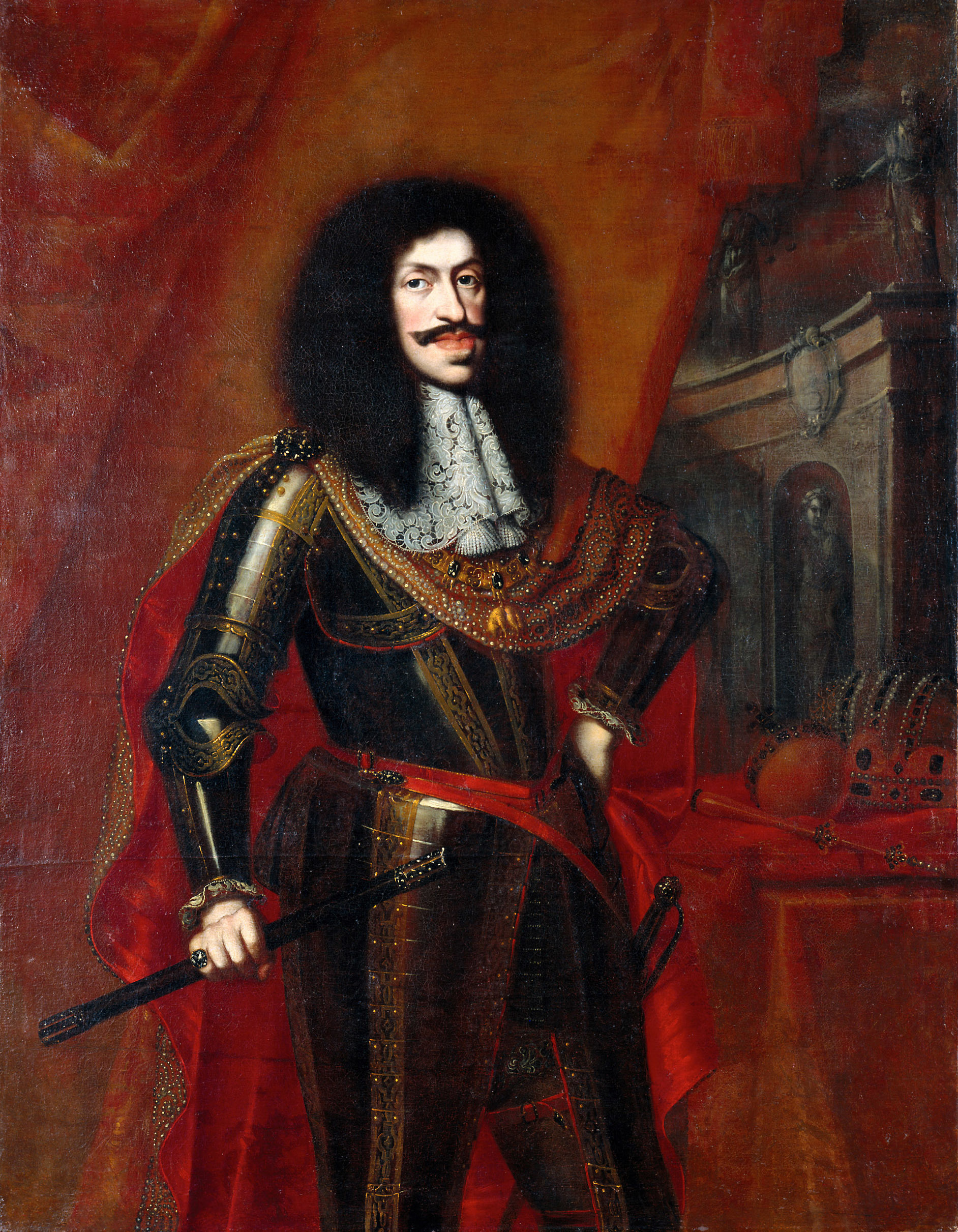
Împăratul Leopold I

În următorii ani Brancovici a întreprins eforturi pentru a-l câștiga pe Șerban Cantacuzino de partea imperialilor, pe o parte, și pentru înființarea unui stat sârbesc, în fruntea căruia ar fi urmat să fie înscăunat el drept despot, cu recunoașterea imperialilor, pe de altă parte. La 7 iunie 1683 împăratul Leopold l-a ridicat pe Brancovici la rangul de baron al regatului maghiar, diploma emisă cu acea ocazie recunoscându-i ascendența dinastică și exprimând așteptările mari pe care le avea imperiul de la el.
În perioada petrecută în serviciul Țării Românești, Gheorghe Brancovici a fost membru în câteva solii diplomatice ale lui Șerban Cantacuzino, nefiind străin de politica sa externă. Trimis în 1688 la Viena, în solia mandatată să negocieze trecerea țării în tabăra habsburgică, a lucrat și pe cont propriu, adresând lui Leopold un memoriu lipsit de realism, privitor la crearea unui stat sârb independent în Balcani.
În timp ce imperialii nu ar fi admis crearea unui stat sârb independent sub Brancovici, din moment ce ocupaseră Transilvania și aveau în vedere și Țara Românească și Moldova, ei au admis unele puncte, ridicându-l pe Brancovici la rangul de conte al Sfântului Imperiu Roman. După moartea lui Șerban, a fost trimis în Țara Românească de generalul Veterani de a-l convinge pe noul domn Constantin Brâncoveanu să treacă de partea imperialilor.
Un fapt care avea să poarte repercusiuni negative pentru Brancovici a fost arestarea la Brașov a arhimandritului Isaia  — solul lui Șerban Cantacuzino în Rusia  — asupra căruia au fost găsite scrisori compromițătoare pentru mai mulți lideri ortodocși din Sfântul Imperiu Roman. Din acest moment Veterani l-a suspectat pe Brancovici, informându-i și pe margrafului de Baden și pe generalul Heissler. În aprilie/mai 1689, Brancovici începuse strângerea unei armate anti-otomane, adunând 800 de oameni cu care s-a îndreptat spre Orșova, pentru a trece în Serbia.
La 12 iunie 1689 Gherghe Brancovici a adresat sârbilor o proclamație, care a ridicat un număr de căpetenii sârbe de partea sa, însă a fost contracarat de generalul de Baden, care a început să ralieze independent sârbii pentru lupta anti-otomană. Când Emeric Thököly a pornit spre Cladova, Brancovici s-a retras cu oamenii săi la Mănăstirea Tismana. Chemat pe 26 octombrie 1689 la Cladova de margraful de Baden, a fost arestat și trimis la Sibiu, unde a fost interogat de diplomatul iezuit Antide Dunod.
În 1690 a fost dus prin Buda la Viena, unde a locuit inițial în condiții proaste la Hospitalis Domus (spitalul de săraci al orașului). După câțiva ani, prin medierea episcopului Isaia Diacovici,  a fost mutat la Hanul „Ursul de Aur” și a primit o indemnizație trimestrială de 250 de florini. Într-o informare trimisă Consiliului de război, Brancovici era considerat periculos pentru imperiu. În 1703 a fost mutat la cetatea Cheb din Boemia, unde i s-a alăturat și nepotul Iovan Brancovici, care l-a ajutat să țină legătura cu sârbii. Hărțuit de autorități, care i-au interzis și nepotului șederea în Cheb, a murit în cele din urmă la 19 decembrie 1711. În 1743 osemintele i-au fost mutate la Mănăstirea Cruședol.